# Cerrojo levadizo

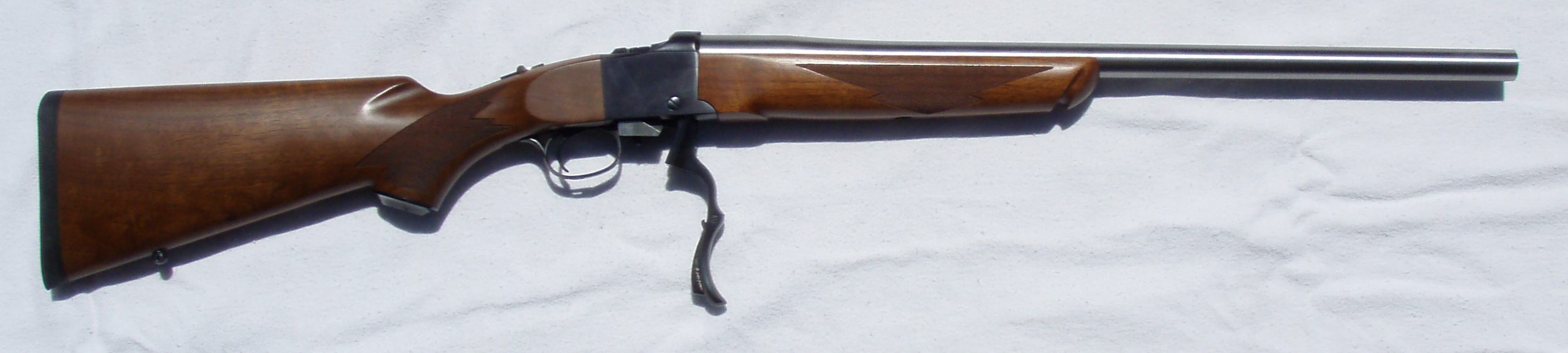
Fusil de cerrojo levadizo Ruger No. 1, con el cerrojo abierto.

Funcionamiento del cerrojo levadizo.

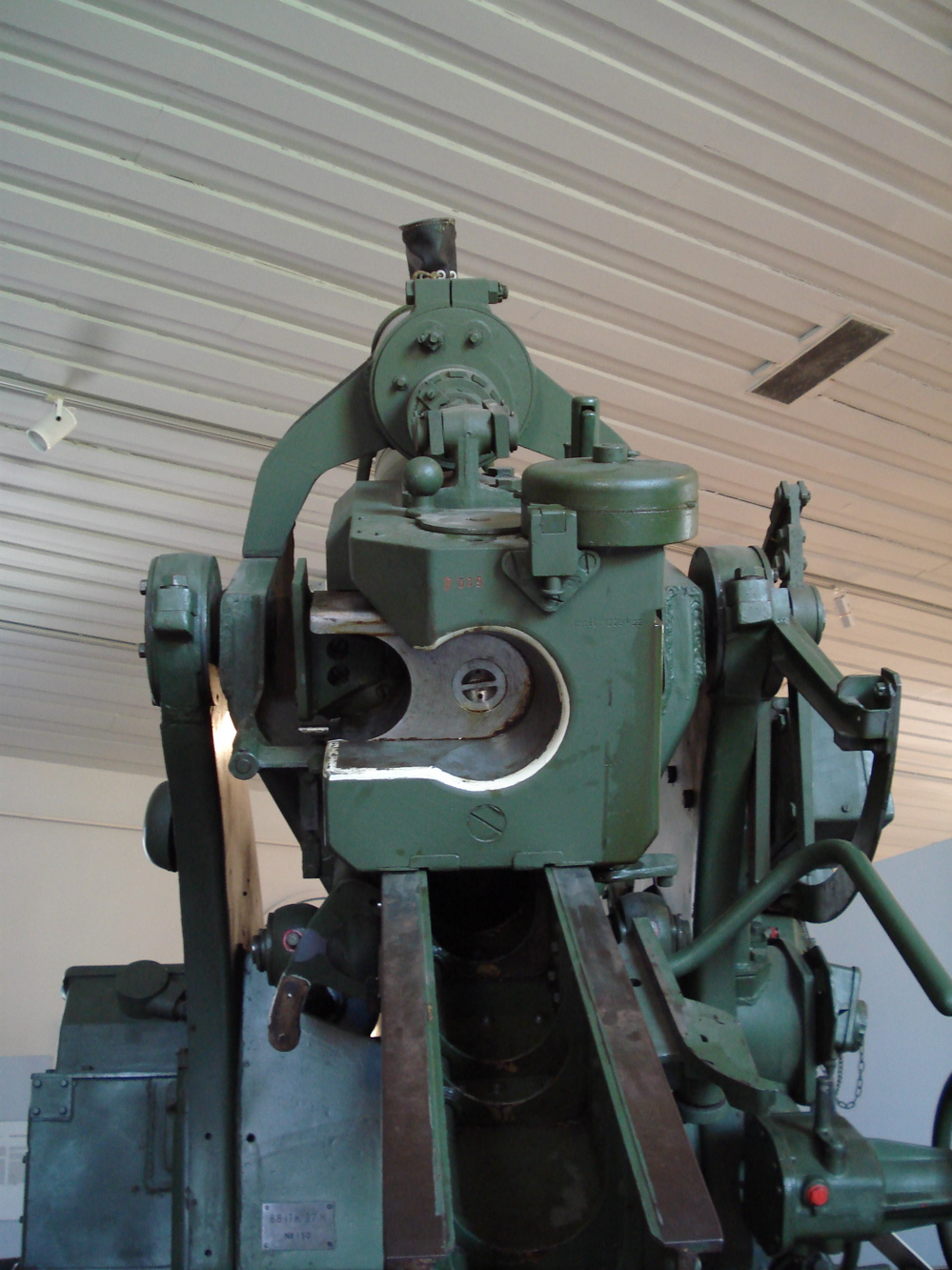
Recámara de un cañón de 88 mm. En el centro se observa el cerrojo deslizante (horizontal).

El cerrojo levadizo (también conocido como cerrojo deslizante) es principalmente empleado en armas monotiro y consiste en un bloque de metal sólido que se desliza verticalmente en entalles de la recámara del arma, siendo accionado por una palanca.

## Descripción
Cuando está en posición superior, cierra la recámara y resiste la fuerza del retroceso. En la posición inferior deja la recámara abierta, para poder recargarla con un cartucho. Tras la recarga, la palanca empuja el cerrojo a la posición superior para cerrar y sellar la recámara. Es una acción muy resistente; cuando la recámara se cierra, el cajón de mecanismos se transforma en una sola pieza de acero (al contrario de otras acciones que se basan en tetones para cerrar la recámara). Este tipo de cerrojo es empleado en artillería pesada, al igual que en armas ligeras.
Los fusiles que emplean este tipo de cerrojo incluyen al Comblain M1870 belga, el Mylonas M1872 griego, el Sharps, el Farquharson, el Stevens 1890, el Sharps-Borchardt Modelo 1878, el Winchester Modelo 1885, el Browning M78 y el Ruger No. 1. Los fusiles militares de cerrojo levadizo fueron usuales en el siglo XIX. Pero fueron reemplazados por los fusiles de cerrojo, que tenían una mayor cadencia de disparo y se recargaban desde un depósito interno fijo.
Al igual que las piezas de artillería, los fusiles de cerrojo levadizo todavía se fabrican y son empleados para cacería, tiro al blanco y como escopetas industriales (calibre 8) para deshollinar chimeneas de calderas.
El cerrojo levadizo está estrechamente vinculado con el fusil Martini-Henry, la acción Peabody (similar a este, pero no idéntica con la del Martini-Henry), la acción Ballard y el fusil Krag-Petersson (que es de repetición), que emplea un cerrojo pivotante en lugar de uno levadizo.